# Le Dernier Homme (film, 1970)
Pour les articles homonymes, voir Le Dernier Homme.
Pour plus de détails, voir Fiche technique et Distribution.
Le Dernier Homme est un film français réalisé en 1967 par Charles Bitsch et sorti en 1970.

## Synopsis
Au retour d'une mission, trois spéléologues, Jean-Claude, sa femme Catherine et Eva, se retrouvent être les seules personnes encore vivantes sur la terre. Une guerre chimique a provoqué la mort de la population et des animaux. Le trio s'organise afin de survivre. Jean-Claude et Eva meurent après avoir été en contact avec des cadavres. Catherine, enceinte, a échappé à la contamination, et donne naissance à un garçon.

## Fiche technique
- Titre : Le Dernier Homme
- Réalisation, scénario et dialogues : Charles Bitsch
- Producteur : Pierre Neurisse
- Musique : Paul Misraki
  - Chanson en langue inconnue interprétée par Anne Germain [1]
- Photographie : Pierre Lhomme
- Son : René Levert
- Montage : Armand Psenny
- Pays de production :  France
- Sociétés de production : Anouchka Films, Dovidis, ORTF
- Direction de production : Philippe Dussart, Philippe Senne
- Tournage du 16 octobre au 17 novembre 1967
- Format : couleur (Eastmancolor) 35 mm
- Genre : science-fiction post-apocalyptique
- Durée : 82 minutes
- Date de sortie : France - 20 décembre 1970

## Distribution
- Jean-Claude Bouillon : Jean-Claude
- Corinne Brill : Catherine
- Sofia Torkelli : Eva

## Un court métrage inspiré par le tournage du film[2]
Assistant de Charles Bitsch, Jean-Pierre Letellier a réalisé en 1972 Le Cabot, un court métrage produit et interprété par Luc Moullet, qui relate la difficile mise à mort d'un chien lors du tournage du Dernier Homme. Le Cabot a été, à l'époque, interdit par la censure : se rangeant à l'avis de la commission de contrôle des films, le ministre des Affaires culturelles motive sa décision en indiquant que « la forme de violence et de cruauté est susceptible de constituer un encouragement redoutable à des pratiques fréquentes de torture à l'égard des bêtes ». Le Cabot a été projeté au Centre Pompidou, le 23 avril 2009, dans le cadre du cycle Sociologie de l'absurde consacré à Luc Moullet.